# Louis Crompton

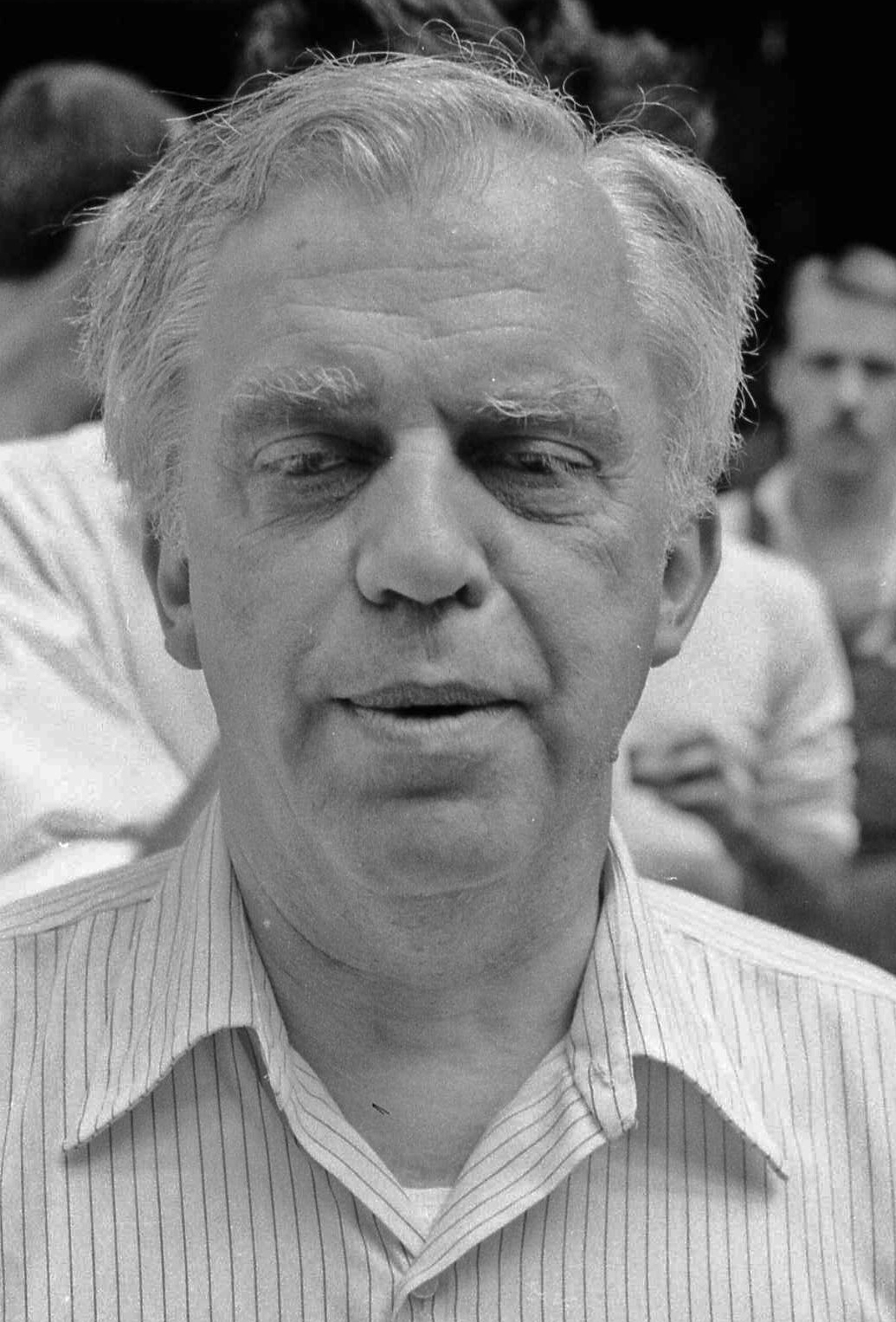
Louis Crompton, Juni 1983

Louis Crompton (* 5. April 1925 in Port Colborne, Ontario; † 11. Juli 2009 in El Cerrito, Kalifornien) war ein kanadischer Autor, Mathematiker, und Anglist.

## Leben
Crompton studierte Mathematik an der University of Toronto und Anglistik an der University of Chicago, wo er sein Studium mit einer Arbeit über William Blake abschloss. In Folge schrieb und veröffentlichte er zu Lord Byron sowie über die Kulturgeschichte der LSBTI. Im Rahmen eines Forschungsaufenthalts in London entdeckte er im British Museum zehn unveröffentlichte Essays von George Bernard Shaw, die er 1971 herausgab. Shaw war und blieb weiterhin ein Schwerpunkt seiner Studien und Publikationen.
Als Hochschullehrer unterrichtete Crompton an der University of British Columbia und an der University of Toronto. Nur durch Gastprofessuren unterbrochen, durchlief er ab 1955 die akademische Laufbahn bis zu seiner Emeritierung 1989 an der University of Nebraska-Lincoln. Sein langjähriger Lebensgefährte war der Hochschullehrer Luis Diaz-Perdomo, der ebenfalls an der University of Nebraska-Lincoln lehrte.
Seit 2009 wird in Erinnerung an Louis Crompton ein Förderpreis der University of Nebraska-Lincoln an Studenten vergeben, die sich für LSBTI einsetzen. Mit einer weiteren Auszeichnung, dem jährlich ausgelobten Crompton-Noll Essay Prize für „best essay in lesbian, gay, bisexual, trans, and/or queer studies/theory in the modern languages/literatures as well as cultural studies“ sollen die Verdienste Cromptons um die Verankerung von Gay Studies in universitären Curricula der USA gewürdigt werden.

## Werke (Auswahl)
- Shaw the Dramatist, University of Nebraska Press, 1969, ISBN 0803200315
- Homosexuality and the sickness theory: a critique, Albany Trust, London 1969, OCLC 10552449
- Byron and Greek Love: Homophobia in 19th-century England, University of California Press, 1985, ISBN 0520051726
- Homosexuality and Civilization, Belknap Press of Harvard University Press, 2003, ISBN 067401197X

### Als Herausgeber
- Charles Dickens: Great Expectations. New York, 1964.
- Bernard Shaw: Arms and the Man. Mit einer Einleitung und Anmerkungen von Louis Crompton. The Bobbs-Merrill Company, Indianapolis, 1969.
- Bernard Shaw: The Road to Equality. Ten Unpublished Lectures and Essays, 1884–1918. Mit einer Einleitung von Louis Crompton. Boston, 1971.
- Bernard Shaw: The Great Composers. Reviews and Bombardments. Mit einer Einleitung von Louis Crompton. University of California Press, Berkeley, 1978.

## Auszeichnungen (Auswahl)
- 1969: Christian Gauss Award for Literary Critizism für Shaw the Dramatist[10]
- 2003: Bonnie Zimmerman and Vern L. Bullough Prize von der Foundation for the Scientific Study of Sexuality für sein Werk Homosexuality and Civilization